# هنري فوس
هنري فوس (بالإنجليزية: Henry Voss)‏ هو مهندس معماري أمريكي، (و. 1843  م).